# Niecy Nash
Carol Denise Ensley (Los Angeles, 23 de fevereiro de 1970), mais conhecida como Niecy Nash, é uma atriz, humorista, modelo, produtora de televisão e apresentadora de televisão norte-americana. É conhecida por suas participações nas séries Getting On, Scream Queens, Never Have I Ever, Claws e na minissérie When They See Us. Venceu um Emmy de Melhor Atriz Coadjuvante em Minissérie ou Telefilme por sua aclamada performance em Dahmer – Monster: The Jeffrey Dahmer Story, da Netflix.

## Biografia
Carol Denise Ensley nasceu em Palmdale, Califórnia. Além de seus esforços de atuação, ela é uma porta-voz da M.A.V.I.S. (Mães contra a violência nas escolas). M.A.V.I.S.  foi fundada por sua mãe, após a morte a tiros de 1993 do irmão mais novo de Nash, Michael. A missão da M.A.V.I.S. é informar o público sobre a violência que as crianças encontram nos campos das escolas. Nash frequentou a California State University, Dominguez Hills.

## Vida Pessoal
Nash foi casada por 13 anos com Don Nash, um ministro ordenado, antes de pedir o divórcio em junho de 2007. Eles têm três filhos juntos.
Nash ficou noiva de Jay Tucker em 4 de setembro de 2010. Nash participou de um reality show do TLC que seguiu os preparativos para o casamento. Nash e Tucker se casaram no sábado, 28 de maio de 2011, em Church Estate Vineyard em Malibu. Em 30 de outubro de 2019, Nash anunciou seu divórcio pendente de Tucker por meio de um post no Instagram. O divórcio foi finalizado em 10 de março de 2020.
Em 31 de agosto de 2020, Nash anunciou que ela e a cantora Jessica Betts haviam se casado, se assumindo como bissexual.

## Filmografia

### Cinema
| Ano  | Título                                 | Papel                   | Notas          |
| ---- | -------------------------------------- | ----------------------- | -------------- |
| 1995 | Boys on the Side                       | Mulher no restaurante   |                |
| 1999 | Cookie's Fortune                       | Wanda Carter            |                |
| 1999 | The Bachelor                           | Noiva afro-americana    |                |
| 2003 | Malibu's Most Wanted                   | Gladys                  |                |
| 2004 | Hair Show                              | Debra                   |                |
| 2005 | Jepardee!                              | Keisha Jenkins          | Curta-metragem |
| 2005 | Guess Who                              | Naomi                   |                |
| 2005 | Here Comes Peter Cottontail: The Movie | Mama Robin              |                |
| 2007 | Code Name: The Cleaner                 | Jacuzzi                 |                |
| 2007 | Cook Off!                              | Ladybug Briggs          |                |
| 2007 | Reno 911!: Miami                       | Raineesha Williams      |                |
| 2008 | Horton Hears a Who!                    | Senhorita Yelp          |                |
| 2008 | Mrs. C                                 | Anestesista             | Curta-metragem |
| 2009 | Not Easily Broken                      | Michelle                |                |
| 2009 | The Proposal                           | Comissária de bordo     |                |
| 2009 | G-Force                                | Rosalita                |                |
| 2013 | Trust Me                               | Angie                   |                |
| 2013 | Nurse 3D                               | Regina                  |                |
| 2014 | Walk of Shame                          | Motorista de ônibus     |                |
| 2014 | Selma                                  | Richie Jean Jackson     |                |
| 2017 | Downsizing                             | Vendedor da Leisureland |                |
| 2020 | Uncorked                               | Sylvia                  |                |
| 2021 | Beauty                                 | Mãe da Beauty           |                |
| 2023 | Origin                                 | Marion Wilkerson        |                |
| 2024 | Cosmetic Criminals                     | Agente Boudreaux        |                |

### Televisão
| Ano       | Título                                        | Papel                                   | Notas                                                            |
| --------- | --------------------------------------------- | --------------------------------------- | ---------------------------------------------------------------- |
| 1996      | Party of Five                                 | Enfermeira                              | Episódio: "Spring Breaks: Part 1"                                |
| 1998-2001 | Rude Awakening                                | Gaynielle / Chamadora #3                | 2 episódios                                                      |
| 1999      | Malcolm & Eddie                               | Jackie                                  | Episódio: "B.S. I Love You"                                      |
| 1999      | Time of Your Life                             | Clerk                                   | Episódio: "The Time She Came to New York"                        |
| 2000      | City of Angels                                | Eveline Walker                          | 4 episódios                                                      |
| 2000      | Popular                                       | Professora                              | Episódio: "Hard on the Outside, Soft in the Middle"              |
| 2000      | Any Day Now                                   | Senhorita Lavonde                       | Episódio: "Lighten Up, Rene"                                     |
| 2001      | Kate Brasher                                  | Jane Clark / June                       | Episódio: "Tracy"                                                |
| 2001      | One on One                                    | Darla                                   | Episódio: "Fifteen Candles"                                      |
| 2001      | That's Life                                   | Darlene                                 | 2 episódios                                                      |
| 2001      | NYPD Blue                                     | Tonya Dunbar                            | Episódio: "Baby Love"                                            |
| 2001      | Judging Amy                                   | Letitia Sitz                            | Episódio: "Beating the Bounds"                                   |
| 2002      | Reba                                          | Maya                                    | Episódio: "He's Having a Baby"                                   |
| 2002      | Girlfriends                                   | Lashelle                                | Episódio: "Just Dessert"                                         |
| 2002      | For Your Love                                 | Clerk                                   | Episódio: "The Blast from the Past"                              |
| 2002      | Presidio Med                                  | Enfermeira                              | Episódio: "Milagros"                                             |
| 2002      | CSI: Crime Scene Investigation                | Processadora de filme de rapé           | Episódio: "Snuff"                                                |
| 2003–2005 | The Bernie Mac Show                           | Benita                                  | 3 episódios                                                      |
| 2003–2022 | Reno 911!                                     | Raineesha Williams / T.T.               | 120 episódios                                                    |
| 2003      | That's So Raven                               | Madame Cassandra / Shirley              | Episódio: "Psychics Wanted"                                      |
| 2003      | Kid Notorious                                 | Tollie Mae                              | 9 episódios                                                      |
| 2003      | ER                                            | Judith Anderson                         | Episódio: "Missing"                                              |
| 2004      | Half & Half                                   | Carla                                   | Episódio: "The Big Mother of a Mother's Day Rides Again Episode" |
| 2004      | Monk                                          | Varla Davis                             | Episódio: "Mr. Monk and the Girl Who Cried Wolf"                 |
| 2005      | My Name Is Earl                               | Rhonda Gibbs                            | Episódio: "Cost Dad the Election"                                |
| 2006      | The Boondocks                                 | Cookie Freeman                          | Episódio: "Wingmen"                                              |
| 2006      | Minoriteam                                    | Mãe de Fasto                            | 5 episódios                                                      |
| 2007-2013 | American Dad!                                 | Patti LaBelle / Angel / Lorraine        | 6 episódios                                                      |
| 2007-2009 | Slacker Cats                                  | Sra. Boots                              | 12 episódios                                                     |
| 2008      | Pretty/Handsome                               | Regina                                  | Telefilme                                                        |
| 2008      | Do Not Disturb                                | Rhonda                                  | 6 episódios                                                      |
| 2008      | Chocolate News                                | Trina Harper                            | Episódio: "1.2"                                                  |
| 2008      | The Mighty B!                                 | Miriam Breedlove                        | 2 episódios                                                      |
| 2010      | Gary Unmarried                                | Charleen                                | 2 episódios                                                      |
| 2010      | The Cleveland Show                            | Janet                                   | Episódio: "Another Bad Thanksgiving"                             |
| 2011      | The LeBrons                                   | Gloria                                  | 7 episódios                                                      |
| 2012      | Ben and Kate                                  | Roz                                     | Episódio: "Father-Daughter Dance"                                |
| 2012–2016 | The Soul Man                                  | Lolli Ballentine                        | 56 episódios                                                     |
| 2013–2015 | Getting On                                    | Didi Ortley                             | 18 episódios                                                     |
| 2014      | Bad Teacher                                   | Carla                                   | Episódio: "What's Old Is New"                                    |
| 2014      | The Mindy Project                             | Dra. Jean Fishman                       | 4 episódios                                                      |
| 2015–2016 | Scream Queens                                 | Denise Hemphill                         | 15 episódios                                                     |
| 2015–2016 | TripTank                                      | Chimera / Mãe de Steve / Policial refém | 3 episódios                                                      |
| 2016      | Brooklyn Nine-Nine                            | Debbie Holt                             | Episódio: "The Cruise"                                           |
| 2016      | Masters of Sex                                | Louise Bell                             | 5 episódios                                                      |
| 2017      | Modern Family                                 | Joan                                    | Episódio: "All Things Being Equal"                               |
| 2017–2022 | Claws                                         | Desna Simms                             | 40 episódios                                                     |
| 2017      | Angie Tribeca                                 | Pandora                                 | Episódio: "Go Get 'Em, Tiger"                                    |
| 2018      | Fresh Off the Boat                            | Wilhelmina                              | Episódio: "Big Baby"                                             |
| 2018      | A.P. Bio                                      | Kim                                     | Episódio: "Teacher Jail"                                         |
| 2018–2019 | Family Guy                                    | Sheila                                  | 4 episódios                                                      |
| 2018      | Speechless                                    | Kiki                                    | Episódio: "J-I-- JINGLE T-H-- THON"                              |
| 2019      | When They See Us                              | Delores Wise                            | 4 episódios                                                      |
| 2019      | Marvel Rising: Initiation                     | Mulher / Shocktress                     | Episódio: "Playing with Fire"                                    |
| 2020      | Stolen by My Mother: The Kamiyah Mobley Story | Gloria Williams                         | Telefilme                                                        |
| 2020      | A Million Little Things                       | Gloria                                  | Episódio: "The Kiss"                                             |
| 2020      | Mrs. America                                  | Flo Kennedy                             | 4 episódios                                                      |
| 2020-2023 | Never Have I Ever                             | Dra. Jamie Ryan                         | 16 episódios                                                     |
| 2021      | Q-Force                                       | Caryn                                   | 4 episódios                                                      |
| 2021      | Reno 911!: The Hunt for QAnon                 | Raineesha Williams                      | Telefilme                                                        |
| 2022-2023 | The Rookie                                    | Simone Clark                            | 4 episódios                                                      |
| 2022      | Dahmer – Monster: The Jeffrey Dahmer Story    | Glenda Cleveland                        | 7 episódios                                                      |
| 2022-2023 | The Rookie: Feds                              | Simone Clark                            | 22 episódios                                                     |
| 2023      | Agent Elvis                                   | Bertie                                  | 10 episódios                                                     |
| 2023      | Human Resources                               | Hope                                    | 6 episódios                                                      |
| 2024      | Grotesquerie                                  | Det. Lois Tryon                         | 10 episódios                                                     |
| 2025      | Love, Death & Robots                          | Massageador                             | Episódio: "Smart Appliances, Stupid Owners"                      |
| 2025      | All's Fair                                    | Emerald Greene                          |                                                                  |

### Video game
| Ano  | Título       | Papel            |
| ---- | ------------ | ---------------- |
| 2004 | Spider-Man 2 | Vozes adicionais |

## Principais Prêmios e Indicaçoes
Globo de Ouro
| Ano  | Categoria                             | Título                                     | Resultado |
| ---- | ------------------------------------- | ------------------------------------------ | --------- |
| 2023 | Melhor atriz coadjuvante em televisão | Dahmer – Monster: The Jeffrey Dahmer Story | Indicado  |

Emmy Award
| Ano  | Categoria                                           | Título                                     | Resultado |
| ---- | --------------------------------------------------- | ------------------------------------------ | --------- |
| 2015 | Melhor atriz coadjuvante em série de comédia        | Getting On                                 | Indicado  |
| 2016 | Melhor atriz coadjuvante em série de comédia        | Getting On                                 | Indicado  |
| 2019 | Melhor atriz em minissérie ou telefilme             | Olhos que Condenam                         | Indicado  |
| 2023 | Melhor atriz coadjuvante em minissérie ou telefilme | Dahmer – Monster: The Jeffrey Dahmer Story | Venceu    |

Critics' Choice Television Award
| Ano  | Categoria                                           | Título                                     | Resultado |
| ---- | --------------------------------------------------- | ------------------------------------------ | --------- |
| 2020 | Melhor atriz coadjuvante em minissérie ou telefilme | Olhos que Condenam                         | Indicado  |
| 2023 | Melhor atriz coadjuvante em minissérie ou telefilme | Dahmer – Monster: The Jeffrey Dahmer Story | Venceu    |

Screen Actors Guild Awards
| Ano  | Categoria                               | Título                                     | Resultado |
| ---- | --------------------------------------- | ------------------------------------------ | --------- |
| 2023 | Melhor atriz em minissérie ou telefilme | Dahmer – Monster: The Jeffrey Dahmer Story | Indicado  |

Imagen Awards
| Ano  | Categoria                               | Título                                     | Resultado |
| ---- | --------------------------------------- | ------------------------------------------ | --------- |
| 2014 | Melhor atriz em série de comédia        | The Soul Man                               | Indicado  |
| 2015 | Melhor atriz em série de comédia        | The Soul Man                               | Indicado  |
| 2017 | Melhor atriz em série de comédia        | The Soul Man                               | Indicado  |
| 2018 | Melhor atriz em série de comédia        | Claws                                      | Indicado  |
| 2020 | Melhor atriz em minissérie ou telefilme | Olhos que Condenam                         | Venceu    |
| 2023 | Melhor atriz em minissérie ou telefilme | Dahmer – Monster: The Jeffrey Dahmer Story | Venceu    |